# Kris Allen (album)
Kris Allen è il secondo eponimo album discografico in studio del cantante statunitense Kris Allen, vincitore dell'ottava edizione di American Idol. Il disco è uscito nel 2009.

## Tracce
1. Live Like We're Dying – 3:29 (Steve Kipner, Andrew Frampton, Danny O'Donoghue, Mark Sheehan)
2. Before We Come Undone – 3:31 (Kris Allen, Lindy Robbins, Greg Kurstin)
3. Can't Stay Away – 3:19 (Allen, Robbins, Mike Elizondo)
4. The Truth – 4:40 (Pat Monahan, Toby Gad)
5. Written All Over My Face – 3:34 (Kipner, Frampton, O'Donoghue, Sheehan)
6. Bring It Back – 3:42 (Allen, Francis White)
7. Red Guitar – 4:27 (Allen)
8. Is It Over – 3:34 (Allen, Elizondo, Cale Mills)
9. Let It Rain – 3:29 (Allen, Tobias Karlsson)
10. Alright with Me – 3:07 (Allen, Joe King)
11. Lifetime – 3:38 (Allen, Elizondo, Jon Foreman)
12. I Need to Know – 3:34 (Allen, Robbins, Gad)

International Bonus Track
1. Heartless – 3:42 (Malik Yusef El Shabbaz Jones, Scott Mescudi, Kanye West, Ernest Wilson, Jeffrey Bhasker, Benjamin McIldowie)

## Classifiche
| Classifica (2009)           | Posizione raggiunta |
| --------------------------- | ------------------- |
| Stati Uniti (Billboard 200) | 11                  |